# Willy Hartmann
Thorkild Villy "Willy" Hartmann Petersen (26. januar 1934 – 11. september 1985), var en dansk operasanger (tenor), der på sin højde var sin generations bedste, men som på grund af sygdom måtte opgive en meget lovende karriere. Han debuterede som Rodolphe i la Boheme på Det kgl. Teater i 1962 og hans optræden som Cavaradossi i Tosca (sammen med Lone Koppel og Ib Hansen), som blev TV-indspillet i 1964, er et højdepunkt i dansk opera. Han sang Walther von der Vogelweide i Tannhäuser ved festspillene i Bayreuth 1965-66. Andre roller er Leander i Maskarade, Turiddu i Cavalleria rusticana og Florestan i Fidelio.
Hans udgave af Midsommervisen Vi elske vort land indspillet i 1965 er næppe overgået. 
Der findes kun få indspilninger med Willy Hartmann: uddrag af Tosca fra 1964 med
Lone Koppel på Live and Studio Recordings 1963-86 (Danacord – DACOCD623-24). 